# Kenji Siratori
Kenji Siratori (Chitose, 13 de marzo de 1975) es un escritor japonés cyberpunk conocido por su experimentación y las obras multimedia. Su primer libro, La Sangre Eléctrica, se publicó en 2002. Es considerado un miembro del movimiento literario "Bizarro".
Ha colaborado con muchos artistas underground de todo el mundo bajo la apariencia de compositor, voz narrativa y vídeoartista.

## Libros/las obras multimedia
- Blood Electric (2002)
- Headcode (2004)
- Human_Worms (2004)
- Smart-d (2004)
- (debug.) (2004)
- GIMMICK (2005)
- GENEDUB (2006)
- Acidhuman Project (2006)
- Nonexistence (2006)

## Colaboraciones
- Mechanical Hunting For Grotesque (2006)
- GX Jupitter-Larsen / Kenji Siratori: Japanese Spoken Noise (2006)
- Kenji Siratori: Gene TV (ocp + t3tsuo plays Kenji Siratori) (2006)
- Andrew Liles & Kenji Siratori "The Vortex Vault" (2006)
- FUCKNAMLOAD (2006)
- NORDVARGR / BEYOND SENSORY EXPERIENCE vs. KENJI SIRATORI – HYPERGENOME666 (2006)
- ABBILDUNG vs. Kenji Siratori - The meaning of Word is Sound (2006)
- Human Body Pill (2006)
- Kill All Machines (2006)
- KENJI SIRATORI + PENDRO: Terminal Machine (2006)
- Juxtaposition feat. Kenji Siratori w/ Ctephin & Nymphs Or Satyrs (2006)
- Kenji Siratori + Torturing Nurse: Mad Blockhead Tale (2006)
- Kenji Siratori vs. Disthroned Agony: Kenji Siratori vs. Disthroned Agony (2006)
- Silence in First Degree & Kenji Siratori - Wicked Translations for the Stomachache Paranoia (2007)
- Kenji Siratori + Saynal: The Instrument (2007)
- Sempervirens vs. Kenji Siratori: An Ordinary Day (2007)
- FRANCK VIGROUX vs. KENJI SIRATORI: Pituitary Desert (2007)
- Human Exit (2007)
- Pop Culture Rape Victim / Kenji Siratori: Various Speech Patterns (2007)
- Kenji Siratori featuring Mariano Equizzi: GENETIC SEA (2007)
- Mind Necrosis Factor vs. Kenji Siratori: Cruel Emulator (2007)
- Gradual Hate & Kenji Siratori: Spoken Word (2007)
- Kenji Siratori / Djet: Narcolepsy Suicide (2007)
- Kenji Siratori / Suburbia Melting: LEVEL (2007)
- FIRST HUMAN FERRO / KENJI SIRATORI: Adamnation (2007)
- Corpse Mechanism (2007)
- Kenji Siratori / Ohmnoise: GENETICS (2007)
- Akrabu / Kenji Siratori: Paradise Apparatus (2007)
- Karsten Hamre vs. Kenji Siratori: Placenta World (2007)
- Melek-tha & Kenji Siratori: Schizophrenik Extermination Corporation (2007)
- Bonemachine featuring Kenji Siratori: Crypt Child (2007)
- Roto Visage & Kenji Siratori: Tragedy Lobotomy (2007)
- Out of Control (2007)
- Kenji Siratori & Golden Age: Psychotronic (2007)
- Crown Now with Special Guest Vocalist Kenji Siratori (2007)
- Kenji Siratori: Chromosome Murder (2007)
- objekt4 vs KENJI SIRATORI: Mind Corpse (2007)
- Randy Greif & Kenji Siratori: Narcoleptic Cells (2007)
- Tortured by Turtles feat. Kenji Siratori "Vilnius qui dort" (2007)
- BMR Nord vs Kenji Siratori "Dr( )m3 K( )r3" (2007)
- Echoes Therein Gale feat. Kenji Siratori "Virgin Clone" (2008)
- Khadeaux Vs Kenji Siratori (2008)
- D.B.P.I.T. & Kenji Siratori "Cosmic Playground" (2008)
- The Adjective Noun & Kenji Siratori: "Optique Acoustique No. 1" {VHS} (2008)
- Vladimír Hirsch vs. Kenji Siratori "Epidemic Mind" (2008)
- Kenji Siratori "Cyber Sphere" (2009)
- Julian Bonequi & Kenji Siratori "Mandorla Autum Net Project" (2009)
- The Beauty Noise Featuring Kenji Siratori "AMP Records" (2009)
- Brain Collapse (2010)

## Participaciones
- Neikka RPM: Rise Of The 13th Serpent (2006)
- Hypnoskull: Panik Mekanik (2006)
- Splinter vs. Stalin: Frassiconsole (2006)
- Bahntier: Blindoom (2006)
- Portion Control: Filthy White Guy (2006)
- David Toop: Sound Body (2007)
- Rec_Overflow: Beetch Ep (2007)
- Gradual Hate: Asphyxiated World (2007)
- Prometheus Burning: Retribution (2007)
- Apoptose: Schattenmaedchen (2007)
- Freeze Etch: Pejorative (2007)
- Contagious Orgasm: Ripple (2007)
- White Darkness: Nothing (2007)
- Pride And Fall: In My Time Of Dying (2007)
- Config.Sys: Back And Forth (2007)
- MALATO: Avant Pop Muzak (2007)
- Liar's Rosebush + Scrape[dx]: Nonsense (2007)
- OTX: A World In Red`` (2007)
- Bleiburg: Shadows Will Survive (2007)
- Crash-Symptom: The Flood (2007)
- Renfield's Syndrome: Insane Asylum (2007)
- Ssick: Remaking of XT-TX (2008)
- StarofAsh: The Thread (2008)

- Datos: Q2352325